# Закон на Грим
Законът на Грим е съвкупност от закономерности, отнасящи се до промяната на протоиндоевропейската система от преградни съгласни в старогерманския през 1-вото хил. пр.Н.е. Създава система от закономерни съответствия между старогерманските преградни съгласни и проходни съгласни, и преградните от някои други индоевропейски езици (Грим използва най-вече латински и гръцки за примери).

## Същност
Понастоящем формулиран, законът на Грим се състои от три части, които трябва да се смятат за три последнователни фази в смисъл на верижна систематична звукова промяна:
- Индоевропейските беззвучни преградни *k, *t, *p се превръщат в беззвучни придихателни h, th, f в английския език и проходни съгласни h, d, f в немския, например:

- първите фонеми в: pater (лат.), father (англ.), Vater (нем.)
- в средата на думата: frater (лат.), brother (англ.), Bruder (нем.)
- Индоевропейските звучни непридихателни съгласни *g, *d, *b се превръщат в беззвучни преградни k, t, p в английски и в беззвучни придихателни в немски kh, ts, f в немски, например:

- първите фонеми в: decem (лат.), ten (англ.), zehn (нем.)
- Индоевропейските звучни придихателни съгласни *gh, *dh, *bh се превръщат в звучни преградни съгласни g, d, b в английски и в беззвучни преградни k, t, p в немски, например:

- първите фонеми в: dhar (санск.), draw (англ.), tragen (нем.)
Законът на Грим се смята за първата систематична значима звукова промяна, установена в езикознанието. Формулировката му е била повратна точка в развитието на езикознанието, тъй като позволява представянето на точна методология в историческите езикови изследвания. „Законът“ е открит от Фридрих фон Шлегел през 1806 и Расмус Кристиан Раск през 1818, а по-късно доразвит (разширен, за да включи и общоприетия немски) от Якоб Грим, по-големият от братята Грим в книгата му Deutsche Grammatik. Някои учени използват термина „закон на Раск-Грим“.

## Изключения
Беззучните преградни съгласни не преминават в проходни, ако се предхождат от *s (самата тя е проходна).
Освен това, беззучната преградна *t също не става проходна, ако се предхожда от *p, *k или *kʷ (които са си беззвучни преградни съгласни). Беззвучната преградна, от която бивала предхождана, обаче, се превръщала във фрикативна (С други думи, във времето в историята, когато беззвучните преградни преминават в проходни съгласни в старогерманския, тази промяна засяга само предходни беззвучни преградни, следвани непосредствено от беззвучната преградна *t). Това понякога се разглежда отделно като Закон за спирантите в немския.
Най-неподатливите изключения от Закона на Грим, които предизвиквали езиковедите години наред, впоследствие намерили своето обяснение от датския езиковед Карл Вернер в Закона на Вернер.